# محمد حمود
محمد حمود هو لاعب كرة قدم لبناني، ولد في 1 مايو 1987. شارك مع منتخب لبنان لكرة القدم. أما مع النوادي، فقد لعب مع نادي الأنصار.

## وصلات خارجية
- محمد حمود على موقع ناشيونال فوتبول تيمز (الإنجليزية)
- محمد حمود على موقع Soccerway.com (الإنجليزية)
- محمد حمود على موقع كووورة